# William Brede Kristensen
William Brede Kristensen (født 21. juni 1867 i Kristianssand, død 25. september 1953 i Leiden) var en norsk religionshistoriker.
Kristensen blev student 1884. Han studerede en kort tid teologi, men lagde sig fra efteråret 1887 udelukkende efter religionshistorie, først i Kristiania, senere (1890—92) i Leiden under professor Tiele og (1892—93) i Paris under Maspero.
I 1896 tog han den filosofiske doktorgrad i Kristiania på afhandlingen Ægypternes Forestillinger om Liv efter Døden i Forbindelse med Guderne Ra og Osiris.
Han blev 1898 stipendiat i religionshistorie ved Kristiania Universitet og udnævntes 1901 til professor i samme fag og religionsfilosofi ved Universitetet i Leiden.
Årene 1903—07 var han medlem af redaktionen af Theologisch Tijdschrift; i dette og andre tidsskrifter har han offentliggjort en række studier.
- Wikimedia Commons har flere filer relateret til William Brede Kristensen